# Axinite
L’axinite est un nom générique qui recouvre 4 espèces minérales du groupe des silicates sous groupe des sorosilicates ; ce sont tous des borosilicates tricliniques de formule brute : Ca2(Fe,Mg,Mn)Al2[BO3OH,Si4O12].

## Historique et étymologie
Découverte à la fin du XVIIIe par Johann Gottfried Schreiber dans l'Oisans, on doit également à ce naturaliste la découverte de la stilbite et de l'anatase. La première description est due à Romé de Lisle, le minéral a été nommé par René-Just Haüy. Le mot dérive du grec " axinè " = hache, en raison de la forme du cristal. « Le nom d'axinite, fait allusion à la disposition qu'ont les cristaux à prendre une forme qui présente comme un tranchant de hache vers le bas de la facette x ».René-Just Haüy.

## Structure
La structure de l'axinite est constituée d'anneaux [Si4O12]8− et d'unités BO3 ; anneaux séparés, parallèles entre eux et presque parallèles au plan (010). Ces groupements sont liés par le fer en position octaédrique, par l'aluminium en coordination tétraédrique et octaédrique, et par le calcium qui se situe au centre d'un polyèdre irrégulier de 10 oxygènes.

## Propriétés
Le point important dans la chimie de ce silicate est la présence de bore en quantité importante. Le pourcentage de calcium reste constant ; en revanche, le fer et le manganèse peuvent varier en proportion inverse. Les propriétés optiques des axinites sont en étroite relation avec la teneur de ces trois éléments.
- Les formes développées sont {110}, {-110}, {1-11}. Les faces sont souvent finement striées et forment des angles aigus donnant au minéral un aspect coupant.

## Gîtologie
- Minéral de métamorphisme de contact et de métasomatose. On la rencontre dans les sédiments calcaires altérés et dans les roches ignées basiques altérées subissant un métamorphisme avec introduction de bore.
- Dans les schistes cristallins métamorphisés par du granite.

## Minéraux associés
Elle peut être associée à d'autres silicates riches en calcium et en bore : les tourmaline, la datolite, les amphiboles calciques, l'actinote, la zoïsite, la calcite, ainsi que le quartz.

## Les espèces
- l'Axinite-(Fe) ou  Ferro-axinite la plus fréquente, elle forme une série avec l'axinite-(Mn)

Formule : Ca2Fe2+Al2BO3Si4O12(OH)
Inventeur : Schaller en 1909
Topotype : Saint-Christophe-en-Oisans Isère France
Paramètres de la maille conventionnelle : a = 8.957, b = 9.218, c = 7.163, Z = 2; alpha = 102.7°, beta = 98.03°, gamma = 88.03° V = 570.95 Den(Calc)= 3.32
Masse moléculaire : 570.12 g/Mole
Couleur : marron, bleu violacé, gris, jaune verdâtre.
Fluorescence : Non
- l'Axinite-(Mg) ou Magnésio-axinite

Formule : Ca2MgAl2BO3Si4O12(OH)
Inventeur : Jobbins, Tresham & Young en  1975
Topotype :
Paramètres de la maille conventionnelle : a = 8.933, b = 9.155, c = 7.121, Z = 2; alpha = 102.59°, beta = 98.28°, gamma = 88.09° V = 562.13 Den(Calc)= 3.18
Masse moléculaire : 538,572 g/Mole
Couleur : Marron, bleu violacé, gris, jaune verdâtre.
Fluorescence : Oui
- l'Axinite-(Mn) ou Manganaxinite, elle forme une série avec l'axinite-(Fe)

Formule : Ca2Mn2+Al2BO3Si4O12(OH)
Inventeur : FROMME en 1909
Topotype : St Andreasberg, Harz, Allemagne
Paramètres de la maille conventionnelle : a = 8.978, b = 9.19, c = 7.161, Z = 2; alpha = 102.74°, beta = 98.2°, gamma = 88.26° V = 570.14 Den(Calc)= 3.32
Masse moléculaire : 569,21 g/Mole
Couleur : Marron, incolore, jaunâtre, violet pâle, rougeâtre.
Fluorescence : Oui
- la Tinzénite

Formule :(Ca,Mn2+,Fe2+)3Al2BO3Si4O12(OH)
Inventeur : Jakob en 1923
Topotype : Alp Parsettens, Sursass, Tinzen, Grisons, Suisse.
Paramètres de la maille conventionnelle : a = 8.988, b = 9.175, c = 7.149, Z = 2; alpha = 102.9°, beta = 98.1°, gamma = 88° V = 568.58 Den(Calc)= 3.34
Masse moléculaire : 572,45 g/Mole
Couleur : jaune à jaune orangé
Fluorescence : Non

## Galerie

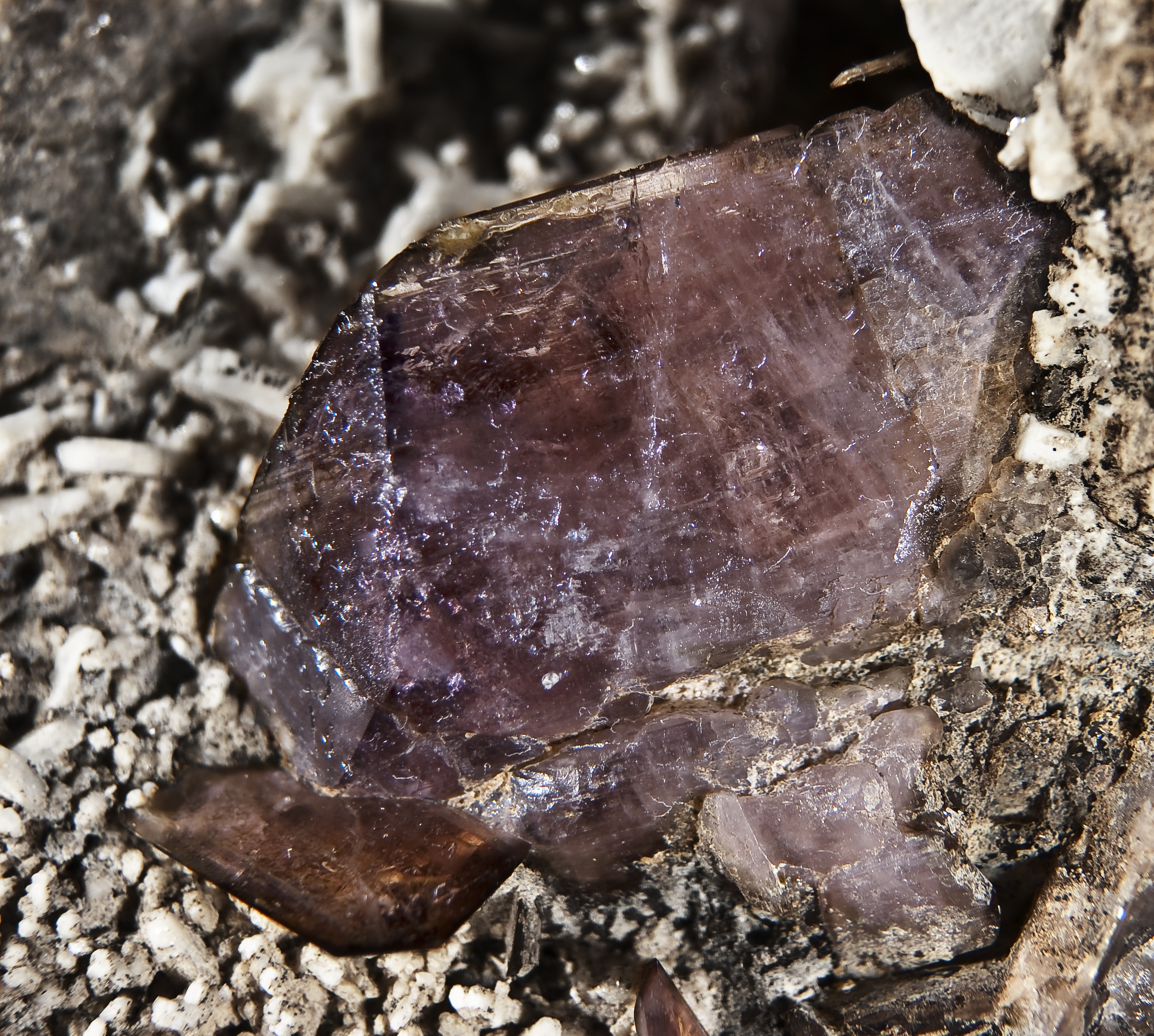
Ferro-axinite sur albite - Arbizon Pyrénées France
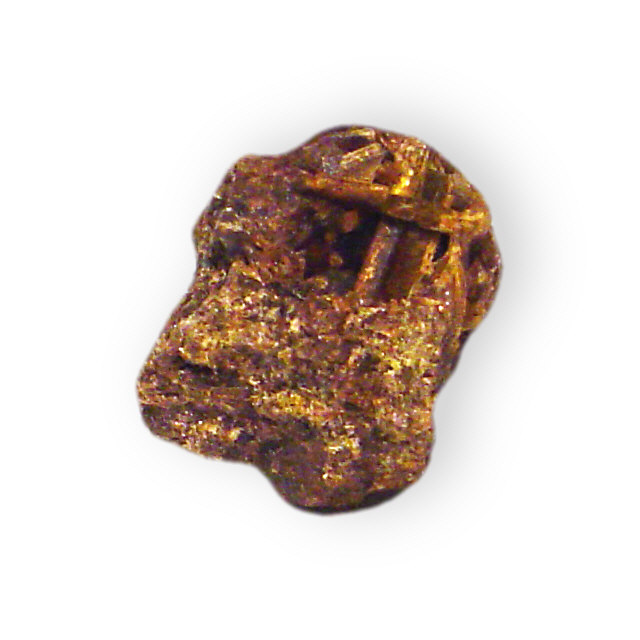
Manganaxinite - Taylorsville, Genessee Valley, Plumas County Californie

## Critères de détermination
- Au chalumeau, gonfle et fond en un verre vert foncé. La flamme donne une couleur verte (bore).

## Principaux gisements
- France

Rocher d'Armentiers, Isère
Rocher du Cornillon, Isère
- Russie

Dodo Mine, Puyva, Tyumenskaya Oblast, Oural du Nord

## Utilité
Les pierres de qualité gemmes peuvent être taillées comme pierre fines.